# Colotis euippe
Colotis euippe is een dagvlinder uit de familie Pieridae (witjes).
Colotis euippe komt verspreid over het Afrotropisch gebied voor. De spanwijdte bedraagt 35 tot 45 millimeter. De imago kan het hele jaar door worden gezien.
Colotis euippe gebruikt planten uit de geslachten Maerua, Capparis, Cadaba en Boscia als waardplanten.

## Ondersoorten
De volgende ondersoorten worden onderscheiden:
- C. e. euippe (Linnaeus, 1758)
- C. e. amytis Godart
- C. e. mediata Talbot, 1939
- C. e. omphale (Godart, 1819)
- C. e. complexivus (Butler, 1886)
- C. e. exole (Reiche, 1850)
- C. e. mirei Bernardi, 1960